# Садаев, Заур Умарович
Зау́р Ума́рович Сада́ев (6 ноября 1989, Шали, Чечено-Ингушская АССР, СССР) — российский футболист, нападающий.

## Карьера
Воспитанник грозненского «Терека», в котором начал и профессиональную карьеру в 2006 году. В том сезоне Садаев поучаствовал в трёх матчах Первого дивизиона ПФЛ. Во всех трёх матчах Садаев вышел на замену во втором тайме, и во всех трёх матчах «Терек» уступил. В следующем году Садаев сыграл уже в 7 встречах, в которых забил 2 мяча, и стал, вместе с командой, серебряным призёром первенства. 6 июля 2008 года дебютировал в Премьер-лиге, выйдя на замену во втором тайме матча 12-го тура против московского «Спартака». Всего в том сезоне провёл 3 матча за основу и 20 игр за молодёжный состав клуба, в которых забил 5 мячей.
В матче 6-го тура чемпионата России 2011/12 против клуба «Ростов» Садаев столкнулся с вратарём соперника, Деяном Радичем, в результате чего последний получил разрыв почки, которая позже была удалена. Сам Заур сказал, что «очень потрясён случившимся с Деяном Радичем» и что он обязательно принесёт свои извинения голкиперу лично, что он и сделал в том числе и в личном телефонном разговоре с Деяном. Руководство «Терека» также выделило 50 тысяч $ на восстановление и реабилитацию Радича. По мнению защитника «Ростова», Аниса Буссаиди, Садаев сознательно пошёл на столкновение с Радичем: «Я был рядом и видел, что Садаев специально пошёл в стык», сам же Деян сообщил, что «это был игровой момент, ведь он же не специально врезался. Просто не успел затормозить и на скорости влетел в меня».
2 мая, после долгой «голевой засухи» забил мяч с пенальти нижегородской «Волге» (3:1). 6 мая 2012 года, в матче 43-го тура, оформил дубль в ворота пермского «Амкара» (3:1).
В 2013 году на правах аренды перешёл в иерусалимский «Бейтар», несмотря на протесты болельщиков против подписания мусульманских игроков. С 2014 года на правах аренды выступал за польский «Лех».
1 февраля 2019 года перешёл в клуб турецкой суперлиги «Анкарагюджю» на правах аренды. В ноябре заявил об отказе выступать за клуб.

## Достижения
«Терек»
- Серебряный призёр Первого дивизиона России: 2007

«Лех»
- Чемпион Польши: 2015
- Финалист Кубка Польши: 2015

## Награды
- Почётный знак «За трудовое отличие» (10 июля 2017) — за вклад в развитие физической культуры и спорта Чеченской Республики, спортивные достижения, получившие общественное признание[источник не указан 394 дня]

## Семья
Отец — Умар Садаев (1960—1992), нападающий грозненского «Терека».

## Клубная статистика
| Выступление                 | Выступление                  | Выступление      | Чемпионат | Чемпионат | Кубки | Кубки | Еврокубки | Еврокубки | Прочие | Прочие | Итого | Итого |
| Клуб                        | Лига                         | Сезон            | Игры      | Голы      | Игры  | Голы  | Игры      | Голы      | Игры   | Голы   | Игры  | Голы  |
| --------------------------- | ---------------------------- | ---------------- | --------- | --------- | ----- | ----- | --------- | --------- | ------ | ------ | ----- | ----- |
| Ахмат                       | Первый дивизион/Премьер-лига | 2006             | 3         | 0         | 0     | 0     | 0         | 0         | 0      | 0      | 3     | 0     |
| Ахмат                       | Первый дивизион/Премьер-лига | 2007             | 7         | 2         | 0     | 0     | 0         | 0         | 0      | 0      | 7     | 2     |
| Ахмат                       | Первый дивизион/Премьер-лига | 2008             | 3         | 0         | 0     | 0     | 0         | 0         | 0      | 0      | 3     | 0     |
| Ахмат                       | Первый дивизион/Премьер-лига | 2009             | 17        | 2         | 0     | 0     | 0         | 0         | 0      | 0      | 17    | 2     |
| Ахмат                       | Первый дивизион/Премьер-лига | 2010             | 16        | 1         | 0     | 0     | 0         | 0         | 0      | 0      | 16    | 1     |
| Ахмат                       | Первый дивизион/Премьер-лига | 2011/12          | 28        | 3         | 3     | 1     | 0         | 0         | 0      | 0      | 31    | 4     |
| Ахмат                       | Первый дивизион/Премьер-лига | 2012/13          | 7         | 0         | 0     | 0     | 0         | 0         | 0      | 0      | 7     | 0     |
| Ахмат                       | Первый дивизион/Премьер-лига | 2013/14          | 7         | 0         | 1     | 1     | 0         | 0         | 0      | 0      | 8     | 1     |
| Ахмат                       | Первый дивизион/Премьер-лига | 2014/15          | 0         | 0         | 0     | 0     | 0         | 0         | 0      | 0      | 0     | 0     |
| Ахмат                       | Первый дивизион/Премьер-лига | 2015/16          | 15        | 5         | 1     | 0     | 0         | 0         | 0      | 0      | 16    | 5     |
| Ахмат                       | Первый дивизион/Премьер-лига | 2016/17          | 7         | 2         | 1     | 0     | 0         | 0         | 0      | 0      | 8     | 2     |
| Ахмат                       | Первый дивизион/Премьер-лига | 2017/18          | 16        | 3         | 1     | 0     | 0         | 0         | 0      | 0      | 17    | 3     |
| Ахмат                       | Итого                        | Итого            | 126       | 18        | 7     | 2     | 0         | 0         | 0      | 0      | 133   | 20    |
| Бейтар (Иерусалим) (аренда) | Лигат ХаАль                  | 2012/13          | 7         | 1         | 2     | 0     | 0         | 0         | 0      | 0      | 9     | 1     |
| Бейтар (Иерусалим) (аренда) | Итого                        | Итого            | 7         | 1         | 2     | 0     | 0         | 0         | 0      | 0      | 9     | 1     |
| Лехия (Гданьск) (аренда)    | Экстракласса                 | 2013/14          | 12        | 3         | 2     | 0     | 0         | 0         | 0      | 0      | 14    | 3     |
| Лехия (Гданьск) (аренда)    | Экстракласса                 | 2014/15          | 4         | 0         | 0     | 0     | 0         | 0         | 0      | 0      | 4     | 0     |
| Лехия (Гданьск) (аренда)    | Итого                        | Итого            | 16        | 3         | 2     | 0     | 0         | 0         | 0      | 0      | 18    | 3     |
| Лех (аренда)                | Экстракласса                 | 2014/15          | 25        | 5         | 5     | 4     | 0         | 0         | 0      | 0      | 30    | 9     |
| Лех (аренда)                | Итого                        | Итого            | 25        | 5         | 5     | 4     | 0         | 0         | 0      | 0      | 30    | 9     |
| Всего за карьеру            | Всего за карьеру             | Всего за карьеру | 174       | 27        | 16    | 6     | 0         | 0         | 0      | 0      | 190   | 33    |